# زافون هاينس
زافون هاينس (27 ديسمبر 1988 بكينغستون في جامايكا - ) (بالإنجليزية: Zavon Hines)‏ هو لاعب كرة قدم جامايكي وبريطاني في مركز الهجوم. شارك مع منتخب إنجلترا تحت 21 سنة لكرة القدم. أما مع النوادي، فقد لعب مع برادفورد سيتي وكوفنتري سيتي ونادي بورنموث ونادي بيرنلي ووست هام يونايتد وداغنهام وريدبريدج.

## وصلات خارجية
- زافون هاينس على موقع قاعدة بيانات كرة القدم.إي يو (الإنجليزية)
- زافون هاينس على موقع Soccerbase.com (لاعب) (الإنجليزية)
- زافون هاينس على موقع Soccerway.com (الإنجليزية)
- زافون هاينس على موقع عالم كرة القدم.نت (الإنجليزية)